# United Football League 2024
Die United Football League 2024 war die erste Saison der United Football League (UFL). Die UFL entstand aus der Fusion der XFL und der United States Football League (USFL). Die UFL ist eine American Football Spring League, also einer Liga die im Gegensatz zu NFL und College Football im Frühjahr statt im Herbst und Winter ausgespielt wird. 
Die Saison begann am 30. März 2024 mit dem Spiel der amtierenden Meister der beiden Vorgängerligen Arlington Renegades (XFL) und Birmingham Stallions (USFL). Die reguläre Saison endete am 2. Juni 2024, die Playoffs gipfelten im Finale am 16. Juni 2024 in The Dome at America’s Center in St. Louis. Meister wurden die Birmingham Stallions.

## Mannschaften
Beide Ligen hatte zuvor acht Mannschaften. Davon wurden jeweils vier in die UFL übernommen, diese vier bildeten jeweils eine Conference. Dabei übernahm das USFL-Team Houston Gamblers den Namen Roughnecks des XFL-Teams aus Houston.
| Team                  | Stadt               | Stadion                      | Head Coach      |
| USFL Conference       | USFL Conference     | USFL Conference              | USFL Conference |
| --------------------- | ------------------- | ---------------------------- | --------------- |
| Birmingham Stallions  | Birmingham, Alabama | Protective Stadium,          | Skip Holtz      |
| Houston Roughnecks    | Houston, Texas      | Rice Stadium                 | Curtis Johnson  |
| Memphis Showboats     | Memphis, Tennessee  | Simmons Bank Liberty Stadium | John DeFilippo  |
| Michigan Panthers     | Detroit, Michigan   | Ford Field                   | Mike Nolan      |
| XFL Conference        |                     |                              |                 |
| Arlington Renegades   | Arlington, Texas    | Choctaw Stadium              | Bob Stoops      |
| DC Defenders          | Washington, D.C.    | Audi Field                   | Reggie Barlow   |
| San Antonio Brahmas   | San Antonio, Texas  | Alamodome                    | Wade Phillips   |
| St. Louis BattleHawks | St. Louis, Missouri | The Dome at America’s Center | Anthony Becht   |

## Reguläre Saison

### Tabellen
|                          | S | N | SQ    | P+  | P–  | Conf |
| ------------------------ | - | - | ----- | --- | --- | ---- |
| (x) Birmingham Stallions | 9 | 1 | 0,900 | 265 | 180 | 6–0  |
| (x) Michigan Panthers    | 7 | 3 | 0,700 | 228 | 189 | 4–2  |
| (e) Memphis Showboats    | 2 | 8 | 0,200 | 188 | 290 | 2–4  |
| (e) Houston Roughnecks   | 1 | 9 | 0,100 | 158 | 233 | 0–6  |

|                           | S | N | SQ    | P+  | P–  | Conf |
| ------------------------- | - | - | ----- | --- | --- | ---- |
| (x) St. Louis Battlehawks | 7 | 3 | 0,700 | 260 | 202 | 5–1  |
| (x) San Antonio Brahmas   | 7 | 3 | 0,700 | 192 | 153 | 3–3  |
| (e) DC Defenders          | 4 | 6 | 0,400 | 209 | 251 | 2–4  |
| (e) Arlington Renegades   | 3 | 7 | 0,300 | 247 | 249 | 2–4  |

### Spiele
| Woche 1       | Woche 1             | Woche 1  | Woche 1               |
| Datum         | Heim                | Ergebnis | Auswärts              |
| ------------- | ------------------- | -------- | --------------------- |
| 30. März 2024 | Arlington Renegades | 14:27    | Birmingham Stallions  |
| 30. März 2024 | Michigan Panthers   | 18:16    | St. Louis Battlehawks |
| 31. März 2024 | San Antonio Brahmas | 27:12    | DC Defenders          |
| 31. März 2024 | Houston Roughnecks  | 12:18    | Memphis Showboats     |

| Woche 2       | Woche 2               | Woche 2  | Woche 2              |
| Datum         | Heim                  | Ergebnis | Auswärts             |
| ------------- | --------------------- | -------- | -------------------- |
| 6. April 2024 | Memphis Showboats     | 19:20    | San Antonio Brahmas  |
| 6. April 2024 | St. Louis Battlehawks | 27:24    | Arlington Renegades  |
| 7. April 2024 | Michigan Panthers     | 13:20    | Birmingham Stallions |
| 7. April 2024 | DC Defenders          | 23:18    | Houston Roughnecks   |

| Woche 3        | Woche 3              | Woche 3  | Woche 3               |
| Datum          | Heim                 | Ergebnis | Auswärts              |
| -------------- | -------------------- | -------- | --------------------- |
| 13. April 2024 | Arlington Renegades  | 28:29    | DC Defenders          |
| 13. April 2024 | Birmingham Stallions | 33:14    | Memphis Showboats     |
| 14. April 2024 | Michigan Panthers    | 34:20    | Houston Roughnecks    |
| 14. April 2024 | San Antonio Brahmas  | 24:31    | St. Louis Battlehawks |

| Woche 4        | Woche 4               | Woche 4  | Woche 4             |
| Datum          | Heim                  | Ergebnis | Auswärts            |
| -------------- | --------------------- | -------- | ------------------- |
| 20. April 2024 | St. Louis Battlehawks | 32:17    | Memphis Showboats   |
| 20. April 2024 | Birmingham Stallions  | 20:18    | DC Defenders        |
| 20. April 2024 | San Antonio Brahmas   | 19:9     | Michigan Panthers   |
| 21. April 2024 | Houston Roughnecks    | 17:9     | Arlington Renegades |

| Woche 5        | Woche 5             | Woche 5  | Woche 5               |
| Datum          | Heim                | Ergebnis | Auswärts              |
| -------------- | ------------------- | -------- | --------------------- |
| 27. April 2024 | Houston Roughnecks  | 9:32     | Birmingham Stallions  |
| 27. April 2024 | Arlington Renegades | 15:25    | San Antonio Brahmas   |
| 28. April 2024 | DC Defenders        | 12:45    | St. Louis Battlehawks |
| 28. April 2024 | Memphis Showboats   | 18:35    | Michigan Panthers     |

| Woche 6     | Woche 6               | Woche 6  | Woche 6              |
| Datum       | Heim                  | Ergebnis | Auswärts             |
| ----------- | --------------------- | -------- | -------------------- |
| 4. Mai 2024 | Memphis Showboats     | 21:39    | Birmingham Stallions |
| 4. Mai 2024 | St. Louis Battlehawks | 22:8     | Houston Roughnecks   |
| 5. Mai 2024 | Michigan Panthers     | 28:27    | Arlington Renegades  |
| 5. Mai 2024 | DC Defenders          | 18:12    | San Antonio Brahmas  |

| Woche 7      | Woche 7              | Woche 7  | Woche 7               |
| Datum        | Heim                 | Ergebnis | Auswärts              |
| ------------ | -------------------- | -------- | --------------------- |
| 11. Mai 2024 | Arlington Renegades  | 47:23    | Memphis Showboats     |
| 11. Mai 2024 | Birmingham Stallions | 30:26    | St. Louis Battlehawks |
| 12. Mai 2024 | DC Defenders         | 9:22     | Michigan Panthers     |
| 12. Mai 2024 | Houston Roughnecks   | 12:15    | San Antonio Brahmas   |

| Woche 8      | Woche 8               | Woche 8  | Woche 8             |
| Datum        | Heim                  | Ergebnis | Auswärts            |
| ------------ | --------------------- | -------- | ------------------- |
| 18. Mai 2024 | Michigan Panthers     | 24:18    | Memphis Showboats   |
| 18. Mai 2024 | Birmingham Stallions  | 35:28    | Houston Roughnecks  |
| 19. Mai 2024 | St. Louis Battlehawks | 26:21    | DC Defenders        |
| 19. Mai 2024 | San Antonio Brahmas   | 20:15    | Arlington Renegades |

| Woche 9      | Woche 9             | Woche 9  | Woche 9               |
| Datum        | Heim                | Ergebnis | Auswärts              |
| ------------ | ------------------- | -------- | --------------------- |
| 25. Mai 2024 | Arlington Renegades | 36:22    | St. Louis Battlehawks |
| 25. Mai 2024 | San Antonio Brahmas | 18:9     | Birmingham Stallions  |
| 26. Mai 2024 | Memphis Showboats   | 21:36    | DC Defenders          |
| 26. Mai 2024 | Houston Roughnecks  | 22:26    | Michigan Panthers     |

| Woche 10     | Woche 10              | Woche 10 | Woche 10            |
| Datum        | Heim                  | Ergebnis | Auswärts            |
| ------------ | --------------------- | -------- | ------------------- |
| 1. Juni 2024 | Birmingham Stallions  | 20:19    | Michigan Panthers   |
| 1. Juni 2024 | St. Louis Battlehawks | 13:12    | San Antonio Brahmas |
| 2. Juni 2024 | DC Defenders          | 31:32    | Arlington Renegades |
| 2. Juni 2024 | Memphis Showboats     | 19:12    | Houston Roughnecks  |

## Play-offs
|  | Conference Championships 8./9. Juni 2024 | Conference Championships 8./9. Juni 2024 | Conference Championships 8./9. Juni 2024 |  |  | UFL Championship 16. Juni 2024 | UFL Championship 16. Juni 2024 | UFL Championship 16. Juni 2024 |
|  |                                          |                                          |                                          |  |  |                                |                                |                                |
|  |                                          |                                          |                                          |  |  |                                |                                |                                |
|  | USFL1                                    | Birmingham Stallions                     | 31                                       |  |  |                                |                                |                                |
|  | USFL2                                    | Michigan Panthers                        | 18                                       |  |  |                                |                                |                                |
|  |                                          |                                          |                                          |  |  | USFL                           | Birmingham Stallions           | 25                             |
|  |                                          |                                          |                                          |  |  | XFL                            | San Antonio Brahmas            | 0                              |
|  | XFL1                                     | San Antonio Brahmas                      | 25                                       |  |  |                                |                                |                                |
|  | XFL2                                     | St. Louis Battlehawks                    | 15                                       |  |  |                                |                                |                                |
|  |                                          |                                          |                                          |  |  |                                |                                |                                |

## Weblink
- Website der UFL